# (32359) 2000 QZ128
2000 QZ128 (asteroide 32359) é um asteroide da cintura principal. Possui uma excentricidade de 0.13081150 e uma inclinação de 4.33063º.
Este asteroide foi descoberto no dia 25 de agosto de 2000 por LINEAR em Socorro.